# Vol American Airlines 191
Dans l'après-midi du 25 mai 1979, le McDonnell Douglas DC-10 assurant le vol American Airlines 191, un vol intérieur régulier à destination de Los Angeles s'écrase peu après son décollage de la piste 32R à l'aéroport international O'Hare de Chicago, après que son moteur gauche s'est détaché de l'aile et conduit à la perte de contrôle de l'avion. Les 258 passagers et 13 membres d'équipage à bord ont tous été tués, ainsi que deux personnes au sol. 
Avec un bilan de 273 victimes, c'est la catastrophe aérienne la plus meurtrière ayant eu lieu sur le territoire américain (si on exclut les attentats du 11 septembre 2001, d’origine criminelle). 
L'enquête a conclu que la séparation du moteur gauche a été attribuée à des dommages infligés à la structure du pylône maintenant le moteur à l'aile, causés par des procédures de maintenance inappropriées chez American Airlines.

## Contexte

### Avion
L'appareil impliqué est un McDonnell Douglas DC-10-10 appartenant à la compagnie American Airlines, immatriculé N110AA (numéro de série 46510), livré le 25 février 1972 et propulsé par trois moteurs General Electric CF6-6D, qui totalise 19 871 heures de vol au moment de l'accident. 
Un examen des carnets de vol et des dossiers de maintenance de l'avion, datant du 11 mai 1979, a montré qu'aucune anomalie mécanique n'avait été constatée. Le jour de l'accident, en violation de la procédure opérationnelle standard, ces dossiers n'ont pas été retirés de l'avion avant le décollage et ont été détruits lors de l'accident.

### Équipage
Le commandant de bord Walter H. Lux (53 ans) pilotait sur DC-10 depuis l'introduction de ce modèle d'avion huit ans plus tôt. Il totalisait environ 22 500 heures de vol à son actif, dont environ 3 000 en tant que commandant de bord sur DC-10. Il était également qualifié pour piloter plusieurs autres types d'appareils, dont le Douglas DC-6, le Douglas DC-7 et le Boeing 727. 
Le copilote James Dillard (49 ans) et l'officier mécanicien navigant Alfred Udovich (56 ans) étaient également très expérimentés ; ils disposaient respectivement de 9 275 heures et de 15 000 heures de vol. À eux deux, ils totalisaient 1 830 heures sur DC-10.
Il y avait également 10 membres du personnel navigant en cabine : Linda Bundens, Paula Burns, James DeHart, Jr., Carmen Fowler, Katherine Hiebert, Carol Ohm, Linda Prince, Michael Schassburger, Nancy Sullivan et Sally Jo Titterington.

## Circonstances de l'accident

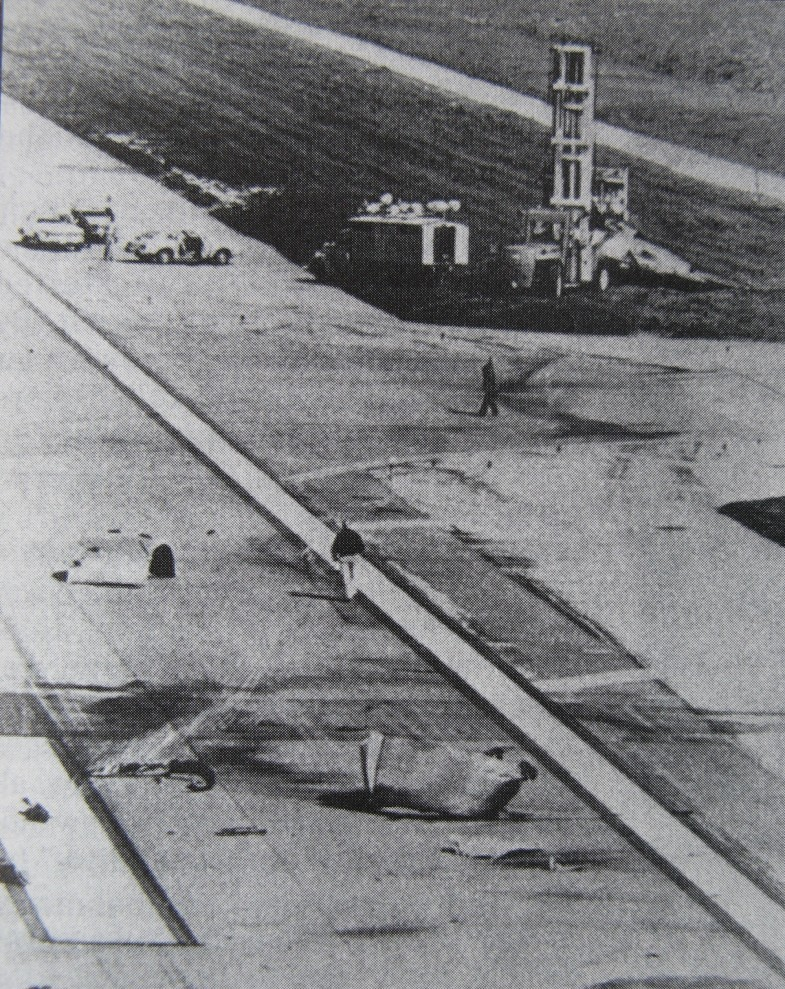
Photo montrant les différents débris du moteur gauche du DC-10 sur la piste de décollage.

Le 25 mai 1979, à 15 h 02 heure locale, le vol 191 s'élance pour son décollage depuis la piste 32R de l'aéroport international O'Hare de Chicago. Peu après la rotation, les contrôleurs aériens aperçoivent le moteur n°1 (aile gauche) se séparer de l'avion et s'écraser sur la piste. L'appareil effectue une montée normale jusqu'à environ 350 pieds (106 m) alors que le kérosène et le liquide des systèmes hydrauliques s'écoulent de l'avion occasionnant une traînée parfaitement visible. Un tel problème est théoriquement gérable et non fatal puisque le déplacement du centre de gravité et les modifications de l'écoulement aérodynamique restent dans des limites de tolérance acceptables. L'avion aurait pu se poser en toute sécurité si la perte du moteur n'avait pas occasionné d'autres dégâts. Néanmoins, lors des simulations effectuées après le crash, seuls les pilotes avertis par avance des problèmes du vol 191 purent se sortir d'affaire et éviter le crash.
Le copilote du vol 191, conformément aux procédures en cas de panne moteur, a relevé le nez à 14°, ce qui a réduit la vitesse de 165 nœuds (306 km/h) à 153 nœuds (283 km/h), soit la vitesse à laquelle l'avion pouvait monter en toute sécurité après une panne moteur. Cependant, l'arrachement du moteur a considérablement endommagé les systèmes hydrauliques qui contrôlent les becs de bord d'attaque des ailes, qui permettent d'augmenter la portance des ailes lors des décollages et atterrissages. En outre, le moteur manquant permettait de fournir l'alimentation électrique des instruments de bord, notamment l'alarme de décrochage, les indicateurs de sortie des becs et le vibreur du manche uniquement disponible pour le commandant. Contrairement à l'habitude, l'ingénieur mécanicien n'avait pas enclenché le système d'alimentation de secours. Autrement dit, les pilotes ne pouvaient plus être informés de la configuration de vol de l'appareil. L'incident a probablement endommagé les possibilités de communications avec la tour de contrôle. En outre, il était impossible de voir le moteur depuis le cockpit.

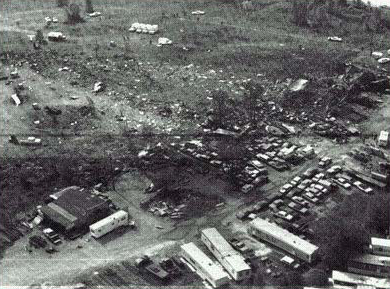
Vue aérienne du site du crash du vol 191, qui a endommagé de nombreuses maisons mobiles situées à proximité de l'aéroport.

Au fur et à mesure de la perte de pression hydraulique, les becs d'attaque rentrent, faisant passer la vitesse de décrochage de 124 nœuds (229 km/h) à 159 nœuds (294 km/h). L'avion perdant rapidement de la vitesse, l'aile gauche décroche alors que l'aile droite conserve de la portance. Ce déséquilibre entraîne alors le DC-10 dans un roulis à gauche incontrôlable, se retournant sur le côté jusqu'à ce qu'il soit partiellement sur le dos, à un angle d'inclinaison de 112° à gauche. 
Il s'écrase finalement dans un champ à 15 h 04, après 31 secondes de vol, à 1 400 m au nord-ouest de la piste. L'avion se désintègre instantanément en raison de la force de l'impact et l'inflammation du carburants, tuant sur le coup les 271 personnes à bord. 
L'explosion fut si violente que les flammes et le panache de fumée furent visibles depuis les gratte-ciel de Downtown Chicago à 28 kilomètres au sud-est. De nombreux débris furent projetés par la force de l'impact dans un parc de mobile home à proximité du lieu du crash, détruisant cinq mobil-homes et plusieurs voitures. Le DC-10 s'est également écrasé sur un ancien hangar de stockage situé à la limite de l'aéroport, tuant deux personnes et en blessant deux autres sérieusement.
Un apprenti pilote, Michael Laughlin, fit plusieurs photographies de l'appareil juste avant le décollage, de l'avion en roulis sans le moteur gauche et l'explosion du crash.

## Victimes
| Nationalité     | Passagers | Équipage | Sol | Total |
| --------------- | --------- | -------- | --- | ----- |
| États-Unis      | 247       | 13       | 2   | 262   |
| Arabie saoudite | 4         | 0        | 0   | 4     |
| Pays-Bas        | 4         | 0        | 0   | 4     |
| Autriche        | 1         | 0        | 0   | 1     |
| Belgique        | 1         | 0        | 0   | 1     |
| Corée du Sud    | 1         | 0        | 0   | 1     |
| Total           | 258       | 13       | 2   | 273   |

## Enquête

Un diagramme de la FAA montrant l'ensemble du moteur-pylône du DC-10, indiquant la ferrure de fixation arrière défaillante de pylône.

Les enquêteurs du Conseil national de la sécurité des transports (NTSB) ont rapidement récupéré les deux enregistreurs de vol sur le site du crash. Celui sur les paramètres de vol (FDR) fonctionna, malgré des données incorrectes, alors que celui des conversations dans le cockpit (CVR) s'est interrompu dès la séparation du moteur gauche.
Le résultat de l'enquête menée par le NTSB fut publié le 21 décembre 1979. Il révèle que l'accident est dû à des dommages au pylône du moteur de l'aile gauche qui ont été occasionné lors d'un changement de moteur antérieur, effectué au centre de maintenance d'avions d'American Airlines à Tulsa, en Oklahoma, lors du démontage de l'ensemble pylône-moteur. 
La procédure normale prévoyait le démontage du moteur avant le démontage du pylône. Pour gagner du temps et de l'argent, American Airlines, ainsi que Continental Airlines et United Airlines, avait demandé à ses mécaniciens de démonter le moteur et le pylône en même temps. Un gros chariot élévateur était utilisé pour soutenir le moteur pendant qu'on décrochait le pylône de l'aile. 
C'est au cours de cette manœuvre effectuée sur le DC-10 du vol 191 qu'un incident eut lieu. Le chariot élévateur avait été laissé sans surveillance à la suite du changement d'équipe. À la reprise, le chariot poussa le moteur à cause d'un problème hydraulique. La pression exercée fut suffisante pour créer une large échancrure et une grosse fracture dans le corps du pylône. Personne ne remarqua la fracture et elle s'accentua au fur et à mesure des vols.
Lors du décollage du vol 191, les forces aérodynamiques furent suffisantes pour arracher complètement le pylône de l'aile, dû à la fatigue. La perte du moteur, combinée à la position relevée des becs sustentateurs, ne pouvait qu'entraîner un désastre. 

## Conséquences
Le NTSB conclut qu'étant donné les circonstances, les pilotes ne pouvaient être blâmés. La décision de poursuivre le décollage était conforme aux procédures et logique compte tenu de la vitesse de l'avion au moment de la perte du moteur et des informations disponibles dans le cockpit.
La commission d'enquête mit également en cause le mauvais design des points d'ancrage du pylône et s'étonna que McDonnell Douglas, concepteur de l'avion, n'ait jamais effectué de tests visant à étudier les effets de la perte physique d'un moteur et de son pylône sachant que, théoriquement, cette situation était contrôlable par les pilotes d'un point de vue aérodynamique. Une telle étude aurait sans doute permis de mettre en évidence des faiblesses structurelles.
Le crash du vol 191 a suscité de vives critiques de la part des médias concernant la sécurité et la conception du DC-10. Celui-ci avait déjà été impliqué dans deux accidents liés à la mauvaise conception de ses portes cargo, le vol American Airlines 96 (1972) et le vol Turkish Airlines 981 (1974). La séparation du moteur n°1 de son support, la publication d'images montrant le vol 191 quelques secondes avant le crash, et une seconde photo de la boule de feu résultant de l'impact, ont suscité de nombreuses inquiétudes quant à la sécurité de cet avion. Un autre coup porté à la réputation de l'avion a été porté deux semaines après le crash, lorsque la Federal Aviation Administration (FAA) a immobilisé l'ensemble de la flotte américaine de DC-10 au sol. Bien que l'avion lui-même ait été ultérieurement disculpé, le mal était déjà fait aux yeux du public.
L'enquête a également révélé que plusieurs autres DC-10 avaient été endommagés par la même procédure de maintenance défectueuse. Cette procédure fut par la suite interdite, et cet appareil connut une longue carrière comme avion de transport de passagers et de fret. À la suite de cet accident, American Airlines fut condamnée par le gouvernement américain à une amende de 500 000 dollars pour des procédures de maintenance inappropriées. Earl Russell Marshall, chef d'équipe au centre de maintenance d'American Airlines à Tulsa où a eu lieu la dernière maintenance de l'appareil, s'est suicidé la veille de sa déposition devant les avocats de McDonnell Douglas.
Le 6 juin 1979, deux semaines après l'accident, la FAA a suspendu le certificat de navigabilité du DC-10, clouant alors au sol tous les DC-10 sous sa juridiction. Elle a également promulgué un règlement aérien spécial interdisant le DC-10 dans l'espace aérien américain, ce qui empêchait les appareils étrangers ne relevant pas de la juridiction de la FAA de voler dans le pays. Cette mesure a été prise pendant que la FAA enquêtait pour savoir si le support moteur et la conception du pylône de l'avion répondaient aux exigences pertinentes. Une fois que la FAA a été convaincue que les problèmes de maintenance étaient principalement en cause et non la conception même de l'avion, le certificat de type a été rétabli le 13 juillet et le règlement aérien spécial abrogé.

## Médias
- Le vol 191 pour Chicago, 15e épisode de la 3e saison de La Minute de vérité sur National Geographic Channel et sur Direct 8.
- L'accident a fait l'objet d'un épisode dans la série documentaire Air Crash nommé « Record mortel » (saison 12 - épisode 2).